# Konrád II. Babenberský
Konrád II. Babenberský (1115? – 28. září 1168, Salcburk) byl pasovský biskup (1148–1164) a salcburský arcibiskup (1164–1168) z rodu Babenberků.

## Život
Byl synem rakouského markraběte Leopolda III. a jeho druhé manželky Anežky z Waiblingenu, která byla dcerou císaře Jindřicha IV. a vdovou po Fridrichovi Švábském. Konrád tak byl spřízněn s předními říšskými rody. Byl nevlastním bratrem německého krále Konráda III. a strýcem pozdějšího císaře Fridricha Barbarossy. V roce 1140 se stal proboštem kapitoly v Utrechtu a v roce 1143 v Hildesheimu. Od roku 1148 byl biskupem v Pasově a v roce 1164 se stal arcibiskupem v Salcburku.
Ve sporu mezi papežem Alexandrem III. a vzdoropapežem Paschalem III. podporovaným Fridrichem Barbarossou se pokusil zastávat neutrální stanovisko. V březnu 1166 však císař Fridrich svolal říšský sněm na kterém uvalil na Salcburk říšskou klatbu a rozhodl, že jeho majetky měly být rozděleny mezi světskou šlechtu. Konrád povolal k obraně své leníky, ale po čase se musel stáhnout do hor. Během bojů vyhořela v dubnu 1167 katedrála v Salcburku a Konrád začal s její obnovou. Dříve než mohlo dojít k výraznějšímu zklidnění situace arcibiskup Konrád 29. září 1168 zemřel.